# نور خاچاکاپ
نور خاچاکاپ (به ارمنی: Նոր Խաչակապ) یک شهر در ارمنستان است که در استان لوری واقع شده‌است.  در  کیلومتری شمال وانادزور، مرکز استان لوری واقع شده است.

## خصوصیات
نور خاچاکاپ ۶۳۵ نفر جمعیت دارد و ۱٬۵۱۷ متر بالاتر از سطح دریا واقع شده‌است.  در  کیلومتری شمال وانادزور، مرکز استان لوری واقع شده است.